# Чхунджу
Чхунджу́ (кор. 충주시, 忠州市, Chungju-si) — місто в провінції Чхунчхон-Пукто, Південна Корея.

## Географія
Розташований у центрі Корейського півострова, лежить на річці Хан.

### Клімат
Місто знаходиться у зоні, котра характеризується вологим континентальним кліматом зі спекотним літом. Найтепліший місяць — серпень із середньою температурою 25 °C (77 °F). Найхолодніший місяць — січень, із середньою температурою -4.4 °С (24 °F).
| Клімат Чхунджу          | Клімат Чхунджу | Клімат Чхунджу | Клімат Чхунджу | Клімат Чхунджу | Клімат Чхунджу | Клімат Чхунджу | Клімат Чхунджу | Клімат Чхунджу | Клімат Чхунджу | Клімат Чхунджу | Клімат Чхунджу | Клімат Чхунджу | Клімат Чхунджу |
| Показник                | Січ.           | Лют.           | Бер.           | Квіт.          | Трав.          | Черв.          | Лип.           | Серп.          | Вер.           | Жовт.          | Лист.          | Груд.          | Рік            |
| Середній максимум, °C   | 1              | 4              | 11             | 18             | 23             | 27             | 29             | 29             | 25             | 19             | 11             | 4              | 16             |
| Середня температура, °C | −4             | −1             | 4              | 11             | 17             | 21             | 24             | 25             | 19             | 12             | 5              | −1             | 11             |
| Середній мінімум, °C    | −9             | −6             | −1             | 4              | 10             | 16             | 20             | 20             | 14             | 6              | 0              | −6             | 5              |
| Норма опадів, мм        | 23             | 28             | 45             | 81             | 89             | 130            | 288            | 227            | 141            | 45             | 40             | 27             | 1162           |
| ----------------------- | -------------- | -------------- | -------------- | -------------- | -------------- | -------------- | -------------- | -------------- | -------------- | -------------- | -------------- | -------------- | -------------- |
| Джерело: Weatherbase    |                |                |                |                |                |                |                |                |                |                |                |                |                |